# Кордова, Луис (футболист)
Луи́с Ма́рио Ко́рдова Ми́на (исп. Luis Mario Córdova Mina; род. 17 января 2003) — эквадорский футболист, защитник клуба «Этыр».

## Клубная карьера
Кордова — воспитанник клуба ЛДУ Кито. Летом 2022 года Луис подписал контракт с «Депортиво Куэнка». 3 сентября в матче против «Индепендьенте дель Валье» он дебютировал в эквадорской Примере.

## Международная карьера
В 2023 году в составе молодёжной сборной Эквадора Кордова принял участие в молодёжном чемпионате Южной Америки в Колумбии. На турнире он сыграл в матчах против сборных Чили, Боливии, Колумбии, Парагвая и дважды Уругвая.